# Bacchisa aulica
Bacchisa aulica là một loài bọ cánh cứng trong họ Cerambycidae.